# Keizersloop
De Keizersloop is een waterloop in de Nederlandse provincie Limburg (Midden-Limburg) die bij Neer uitmondt in de Neerbeek.
De Keizersloop ontstaat in het landbouwgebied tussen Roggel en Neer uit een stelsel van afwateringskanaaltjes die enkel ten tijde van regenval water voeren. Vanuit de buurtschap Brumholt loopt het water oostwaarts langs de buurtschap Dries (Keizersbos), waar ook grondwater naar boven komt. Vanaf hier wordt de Keizersloop een natuurlijke waterloop en stroomt vervolgens onder de Napoleonsweg door en door de dorpskom van Neer om daar op de Neerbeek af te wateren.
In Neer wordt de waterloop ook wel de Kwirloop genoemd, naar de voormalige Cuirmolen, een watermolen die hier waarschijnlijk in de vijftiende eeuw heeft gelegen.